# 海因里希·赫兹塔
海因里希·赫兹塔（Heinrich-Hertz-Turm）是德国汉堡的一个地标 无线电电信塔。
该塔由建筑师弗里茨·特劳特魏因设计，建于1965-1968年。
它是汉堡最高的建筑, 总高279.2m。

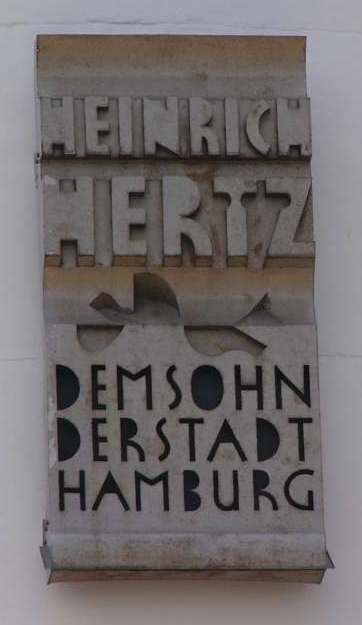

该塔以汉堡出生的德国物理学家海因里希·赫兹命名。墙上的纪念牌写道：海因里希·赫兹-汉堡市的儿子（Heinrich Hertz – Dem Sohn der Stadt Hamburg）。